# Prix de l'Arc de Triomphe
El Prix de l'Arc de Triomphe es una carrera de caballos de Grupo 1 que se disputa en Francia abierta a caballos y yeguas pura sangre inglés de 3 años en adelante. Se corre en el hipódromo de ParisLongchamp de París, Francia, sobre la distancia de 2,400 metros (aprox. 1½ millas). El Prix de l'Arc de Triomphe se disputa el primer domingo de octubre.
Popularmente conocido como "el Arco", es la carrera de caballos más prestigiosa del mundo para caballos de 3 años en adelante. Actualmente se trata de la quinta carrera con mayores premio del Mundo (detrás de The Everest, la Dubai World Cup, la Breeders' Cup Classic y la Saudi Cup). Más de 60,000 aficionados visitan las dos jornadas del "Meeting del Arco"Arc" cada año y la carrera en sí, es retransmitida en vivo en más de 50 países en todo el Mundo.
Desde 2003, el Prix de l'Arc de Triomphe se publicita con el eslogan, describiendo el evento como "Ce n'est pas une course, c'est un monument" – "No es una carrera, es un monumento".

## Historia

### Orígenes
La Société d'Encouragement, antiguo regulador de las carreras de caballos en Francia, restringió inicialmente la carrera a caballos y yeguas nacidos y criados en Francia. En 1863, lanzó el Grand Prix de Paris, una carrera destinada a traer los mejores potros de 3 años de edad provenientes de cualquier país. Treinta años más tarde introdujo el Prix du Conseil Municipal, una carrera internacional dirigida a los mejores caballos de diferentes grupos de edad. Se disputaba sobre 2,400 metres en Octubre, con pesos determinados por los resultados de cada caballos en su vida previa de carreras.
La creación de una tercera carrera de este tipo fue propuesta en una reunión del comité el día 24 de enero de 1920. Este nuevo evento complementaría al Grand Prix de Paris y serviría para y serviría como escaparate de la cría de pura sangre inglés de Francia. Tendría características similares alPrix du Conseil Municipal, pero cada caballo competiría a igualdad de condición, sin penalizar las victorias previas de cada participante.
A raíz de la Primera Guerra Mundial, se decidió que la carrera se llamaría como el Arco del Triunfo, un famoso monumento, escena del desfile de Victoria de los aliados en 1919. Dicho nombre ya había sido atribuido a otra carrera menor en Longchamp. Otro nombre que se sugirió fue el de "Prix de la Victoire".

### Historia de la carrera
El Prix de l'Arc de Triomphe se disputó por primera vez el domingo 3 de octubre de 1920. La edición inaugural la ganó Comrade, un macho de 3 años propiedad de Evremond de Saint-Alary. El premio para el ganador fue de 150,000 francos franceses.
En 1935, el Prix de l'Arc de Triomphe obtuvo financiación estatal mediante una lotería, que otorgaba premios según el resultado de la carrera y el sorteo. El sistema se utilizó por primera vez en 1936 y continuó hasta 1938. El "Arco" fue cancelado dos veces durante la Segunda Guerra Mundial, en 1939 y 1940. Se corrió en el hipódromo  du Tremblay, en Champigny-sur-Marne, sobre una distancia de 2,300 metros en 1943 y 1944.
En 1949, el "Arco" consiguió de nuevo financiación estatal, con dinero obtenido a través de la Loterie Nationale, ofreció más de50 millones de francos franceses en premios, permitiendo un rápido aumento de los premios tanto para el "Arco" como para las carreras que son parte del Meeting. Sin embargo, en la década de 1970, la financiación gubernamental disminuyó y el sistema finalmente se suspendió después de la carrera de 1982. Desde entonces, el "Arco" ha contado con varios patrocinadores, entre ellos Trusthouse Forte, CIGA Hotels y el Groupe Lucien Barrière.
El patrocinador actual del Prix de l'Arc de Triomphe es el Qatar Racing and Equestrian Club (QREC). El acuerdo de patrocinio se firmó en Doha en 2008 y, como resultado, el fondo de premios se duplicó de 2 a 4 millones de euros. Ahora, el Arco ofrece 5.000.000 € en premios, lo que la convierte en la carrera de liso con mayores premios del mundo. En "Meeting del Arco" ahora incluye siete carreras de Grupo 1 y cuatro de Grupo 2. También incluye la Arabian World Cup, la carrera de caballos de pura raza árabe más rica del mundo, con 1.000.000 € en premios.
Debido a reformas en el hipódromo de ParisLongchamp, las ediciones de 2016 y 2017 del Prix de l'Arc de Triomphe se celebraron en el hipódromo de Chantilly.

## Records
Caballos con más victorias (2):
- Ksar – 1921, 1922
- Motrico – 1930, 1932
- Corrida – 1936, 1937
- Tantieme – 1950, 1951
- Ribot – 1955, 1956
- Alleged – 1977, 1978
- Trêve – 2013, 2014
- Enable – 2017, 2018

Jockeys con más victorias (6):
- Frankie Dettori – Lammtarra (1995), Sakhee (2001), Marienbard (2002), Golden Horn (2015), Enable (2017, 2018)

Entrenador con más victorias (8):
- André Fabre – Trempolino (1987), Subotica (1992), Carnegie (1994), Peintre Celebre (1997), Sagamix (1998), Hurricane Run (2005), Rail Link (2006), Waldgeist (2019)

Propietarios con más victorias (7):
- Khalid Abdullah – Rainbow Quest (1985), Dancing Brave (1986), Rail Link (2006), Workforce (2010), Enable (2017, 2018), Bluestocking (2024)

Carrera más rápida – Found (2016), 2m 23.61s (en Chantilly)
Ganadores por mayor margen – Ribot (1956), Sea Bird (1965) y Sakhee (2001), por 6 cuerpos
Ganador de más edad – Motrico (1932), a los 7 años
Más corredores – 30, en 1967
Menos corredores – 7, en 1941

## Palmarés
| Año  | Ganador            | S/E           | País          | Padre             | Jockey                | Entrenador             | Proprietario                                | Segundo          | Tercero                        | Cuarto                         | Quinto             | Tiempo        |
| ---- | ------------------ | ------------- | ------------- | ----------------- | --------------------- | ---------------------- | ------------------------------------------- | ---------------- | ------------------------------ | ------------------------------ | ------------------ | ------------- |
| 2024 | Bluestocking       | h.4           | Reino Unido   | Camelot           | Rossa Ryan            | Ralph M. Beckett       | Juddmonte Farms                             | Aventure         | Los Angeles                    | Sosie                          | Sevenna's Knight   | 2'31"58       |
| 2023 | Ace Impact         | m.3           | Francia       | Cracksman         | Cristian Demuro       | Jean-Claude Rouget     | Serge Stempniak & Gousserie Racing          | Westover         | Onesto                         | Through Seven Seas             | Continuous         | 2'25"50       |
| 2022 | Alpinista          | h.5           | Reino Unido   | Frankel           | Luke Morris           | Sir Mark Prescott      | Kristen Rausing                             | Vadeni           | Torquator Tasso                | Al Hakeem                      | Grand Glory        | 2'35"71       |
| 2021 | Torquator Tasso    | m.4           | Alemania      | Adlerflug         | Rene Piechulek        | Marcel Weiss           | Gestüt Auenquelle                           | Tarnawa          | Hurricane Lane                 | Adayar                         | Sealiway           | 2'37"62       |
| 2020 | Sottsass           | m.4           | Francia       | Siyouni           | Cristian Demuro       | Jean-Claude Rouget     | White Birch Farm                            | In Swoop         | Persian King                   | Gold Trip                      | Raabihah           | 2'39"30       |
| 2019 | Waldgeist          | m.5           | Francia       | Galileo           | Pierre-Charles Boudot | André Fabre            | Gestüt Ammerland & Newsells Park Stud       | Enable           | Sottsass                       | Japan                          | Magical            | 2'31"97       |
| 2018 | Enable             | h.4           | Reino Unido   | Nathaniel         | Lanfranco Dettori     | John Gosden            | Khalid Abdullah                             | Sea of Class     | Cloth of Stars                 | Waldgeist                      | Capri              | 2'29"24       |
| 2017 | Enable             | h.3           | Reino Unido   | Nathaniel         | Lanfranco Dettori     | John Gosden            | Khalid Abdullah                             | Cloth of Stars   | Ulysses                        | Order of St George             | Brametot           | 2'28"69       |
| 2016 | Found              | h.4           | Irlanda       | Galileo           | Ryan Moore            | Aidan O'Brien          | Michael Tabor, Derrick Smith & John Magnier | Highland Reel    | Order of St George             | Siljan's Saga                  | Postponed          | 2'23"61       |
| 2015 | Golden Horn        | m.3           | Reino Unido   | Cape Cross        | Lanfranco Dettori     | John Gosden            | Anthony E. Oppenheimer                      | Flintshire       | New Bay                        | Trêve                          | Erupt              | 2'27"23       |
| 2014 | Trêve              | h.4           | Francia       | Motivator         | Thierry Jarnet        | Christiane Head-Maarek | Jeque Joaan al Thani                        | Flintshire       | Taghrooda                      | Kingston Hill                  | Dolniya            | 2'26"05       |
| 2013 | Trêve              | h.3           | Francia       | Motivator         | Thierry Jarnet        | Christiane Head-Maarek | Jeque Joaan al Thani                        | Orfevre          | Intello                        | Kizuna                         | Penglai Pavilion   | 2'32"04       |
| 2012 | Solémia            | h.4           | Francia       | Poliglote         | Olivier Peslier       | Carlos Laffon-Parias   | Wertheimer & Frère                          | Orfevre          | Masterstroke                   | Haya Landa                     | Yellow and Green   | 2'37"68       |
| 2011 | Danedream          | h.3           | Alemania      | Lomitas           | Andrasch Starke       | Peter Schiergen        | Gestüt Burg Eberstein & Teruya Yoshida      | Shareta          | Snow Fairy                     | So You Think                   | St Nicholas Abbey  | 2'24"49       |
| 2010 | Workforce          | m.3           | Reino Unido   | King's Best       | Ryan Moore            | Sir Michael Stoute     | Khalid Abdullah                             | Nakayama Festa   | Sarafina                       | Bekhabad                       | Fame and Glory     | 2'35"30       |
| 2009 | Sea The Stars      | m.3           | Irlanda       | Cape Cross        | Michael Kinane        | John Oxx               | Cristopher Tsui                             | Youmzain         | Cavalryman                     | Conduit                        | Dar Re Mi          | 2'26"30       |
| 2008 | Zarkava            | h.3           | Francia       | Zamindar          | Christophe Soumillon  | Alain de Royer-Dupré   | S.A. Aga Khan                               | Youmzain         | Soldier of Fortune / It's Gino | Soldier of Fortune / It's Gino | Vision d'Etat      | 2'28"80       |
| 2007 | Dylan Thomas       | m.4           | Irlanda       | Danehill          | Kieren Fallon         | Aidan O'Brien          | John Magnier & Michael Tabor                | Youmzain         | Sagara                         | Getaway                        | Soldier of Fortune | 2'28"50       |
| 2006 | Rail Link          | m.3           | Francia       | Dansili           | Stéphane Pasquier     | André Fabre            | Khalid Abdullah                             | Pride            | Hurricane Run                  | Best Name                      | Irish Wells        | 2'31"70       |
| 2005 | Hurricane Run      | m.3           | Francia       | Montjeu           | Kieren Fallon         | André                  | Michael Tabor                               | Westerner        | Bago                           | Shirocco                       | Motivator          | 2'27"40       |
| 2004 | Bago               | m.3           | Francia       | Nashwan           | Thierry Gillet        | Jonathan Pease         | Sucesión S. Niarchos                        | Cherry Mix       | Ouija Board                    | Acropolis                      | North Light        | 2'25"00       |
| 2003 | Dalakhani          | m.3           | Francia       | Darshaan          | Christophe Soumillon  | Alain de Royer-Dupré   | S.A. Aga Khan                               | Mubtaker         | High Chaparral                 | Doyen                          | Vinnie Roe         | 2'32"30       |
| 2002 | Marienbard         | m.5           | Reino Unido   | Caerleon          | Lanfranco Dettori     | Saeed bin Suroor       | Godolphin                                   | Sulamani         | High Chaparral                 | Califet                        | Islington          | 2'26"70       |
| 2001 | Sakhee             | m.4           | Reino Unido   | Bahri             | Lanfranco Dettori     | Saeed bin Suroor       | Godolphin                                   | Aquarelliste     | Sagacity                       | Golan                          | Milan              | 2'36"10       |
| 2000 | Sinndar            | m.3           | Irlanda       | Grand Lodge       | Johnny Murtagh        | John Oxx               | S.A. Aga Khan                               | Egyptband        | Volvoreta                      | Montjeu                        | Hightori           | 2'25"80       |
| 1999 | Montjeu            | m.3           | Francia       | Sadler's Wells    | Michael Kinane        | John Hammond           | Michael Tabor                               | El Condor Pasa   | Croco Rouge                    | Leggera                        | Tiger Hill         | 2'38"50       |
| 1998 | Sagamix            | m.3           | Francia       | Linamix           | Olivier Peslier       | André Fabre            | Jean-Luc Lagardère                          | Leggera          | Tiger Hill                     | Croco Rouge                    | Caitano            | 2'34"50       |
| 1997 | Peintre Célèbre    | m.3           | Francia       | Nureyev           | Olivier Peslier       | André Fabre            | Daniel Wildenstein                          | Pilsudski        | Borgia                         | Oscar Schindler                | Predappio          | 2'24"60       |
| 1996 | Helissio           | m.3           | Francia       | Fairy King        | Olivier Peslier       | Elie Lellouche         | Enrique Sarasola                            | Pilsudski        | Oscar Schindler                | Swain                          | Luna Wells         | 2'29"90       |
| 1995 | Lammtarra          | m.3           | Reino Unido   | Nijinsky          | Lanfranco Dettori     | Saeed bin Suroor       | Saeed bin M. Al Maktoum                     | Freedom Cry      | Swain                          | Lando                          | Pure Grain         | 2'31"80       |
| 1994 | Carnegie           | m.3           | Francia       | Sadler's Wells    | Thierry Jarnet        | André Fabre            | Sheikh Mohammed al Maktoum                  | Hernando         | Apple Tree                     | Ezzoud                         | Bright Moon        | 2'31"10       |
| 1993 | Urban Sea          | h.4           | Francia       | Miswaki           | Eric Saint-Martin     | Jean Lesbordes         | David Tsui                                  | White Muzzle     | Opera House                    | Intrepidity                    | Only Royale        | 2'37"90       |
| 1992 | Subotica           | m.4           | Francia       | Pampabird         | Thierry Jarnet]       | André Fabre            | Olivier Lecerf                              | User Friendly    | Vert Amande                    | St Jovite                      | Saganeca           | 2'39"00       |
| 1991 | Suave Dancer       | m.3           | Francia       | Green Dancer      | Cash Asmussen         | John Hammond           | Henri Chalhoub                              | Magic Night      | Pistolet Bleu                  | Toulon                         | Pigeon Voyageur    | 2'31"40       |
| 1990 | Saumarez           | m.3           | Reino Unido   | Rainbow Quest     | Gérald Mossé          | Nicolas Clément        | Bruce McNall & Wayne Gretzky                | Epervier Bleu    | Snurge                         | In The Wings                   | Belmez             | 2'29"80       |
| 1989 | Carroll House      | m.3           | Reino Unido   | Lord Gayle        | Michael Kinane        | Michael Jarvis         | Antonio Balzarini                           | Behera           | Saint Andrews                  | Young Mother                   | Sierra Roberta     | 2'30"80       |
| 1988 | Tony Bin           | m.5           | Italia        | Kampala           | John Reid             | Luigi Camici           | Veronica del Bono Gaucci                    | Mtoto            | Boyatino                       | Unfuwain                       | Village Star       | 2'27"30       |
| 1987 | Trempolino         | m.3           | Francia       | Sharpen Up        | Pat Eddery            | André Fabre            | Paul de Moussac & Bruce McNall              | Tony Bin         | Triptych                       | Mtoto                          | Tabayaan           | 2'26"30       |
| 1986 | Dancing Brave      | m.3           | Reino Unido   | Lyphard           | Pat Eddery            | Guy Harwood            | Khalid Abdullah                             | Bering           | Triptych                       | Shahrastani                    | Shardari           | 2'27"70       |
| 1985 | Rainbow Quest      | m.4           | Reino Unido   | Blushing Groom    | Pat Eddery            | Jeremy Tree            | Khalid Abdullah                             | Sagace           | Kozana                         | Sumayr                         | Fitnah             | 2'29"50       |
| 1984 | Sagace             | m.4           | Francia       | Luthier           | Yves Saint-Martin     | Patrick Biancone       | Daniel Wildenstein                          | Northern Trick   | All Along                      | Esprit du Nord                 | Strawberry Road    | 2'39"10       |
| 1983 | All Along          | h.4           | Francia       | Targowice         | Walter Swinburn       | Patrick Biancone       | Daniel Wildenstein                          | Sun Princess     | Luth Enchantée                 | Time Charter                   | Salmon Leap        | 2'28"10       |
| 1982 | Akiyda             | h.3           | Francia       | Labus             | Yves Saint-Martin     | François Mathet        | S.A. Aga Khan                               | Ardross          | Awaasif                        | April Run                      | Real Shadaï        | 2'37"00       |
| 1981 | Gold River         | h.4           | Francia       | Riverman          | Gary-W. Moore         | Alec Head              | Jacques Wertheimer                          | Bikala           | April Run                      | Perrault                       | Ardross            | 2'35"40       |
| 1980 | Detroit            | h.3           | Francia       | Riverman          | Pat Eddery            | Olivier Douïeb         | Robert Sangster                             | Argument         | Ela-Mana-Mou                   | Three Troikas                  | Nebos              | 2'28"00       |
| 1979 | Three Troikas      | h.3           | Francia       | Lyphard           | Freddy Head           | Christiane Head-Maarek | Ghislaine Head                              | Le Marmot        | Troy                           | Pevero                         | Trillion           | 2'28"90       |
| 1978 | Alleged            | m.4           | Irlanda       | Hoist the Flag    | Lester Piggott        | Vincent O'Brien        | Robert Sangster                             | Trillion         | Dancing Maid                   | Frère Basile                   | Guadanini          | 2'36"50       |
| 1977 | Alleged            | m.3           | Irlanda       | Hoist the Flag    | Lester Piggott        | Vincent O'Brien        | Robert Sangster                             | Balmerino        | Crystal Palace                 | Dunfermline                    | Crow               | 2'30"60       |
| 1976 | Ivanjica           | h.4           | Francia       | Sir Ivor          | Freddy Head           | Alec Head              | Jacques Wertheimer                          | Crow             | Youth                          | Noble Dancer                   | Bruni              | 2'39"40       |
| 1975 | Star Appeal        | m.5           | Irlanda       | Appiani           | Greville Starkey      | Theo Grieper           | Waldemar Zeitelhack                         | On My Way        | Comtesse de Loir               | Un Kopeck                      | Allez France       | 2'33"60       |
| 1974 | Allez France       | h.4           | Francia       | Sea Bird          | Yves Saint-Martin     | Angel Penna            | Daniel Wildenstein                          | Comtesse de Loir | Margouillat                    | Kamaraan                       | Paumista           | 2'36"90       |
| 1973 | Rheingold          | m.4           | Reino Unido   | Fabergé           | Lester Piggott        | Barry Hills            | Henry Zeisel                                | Allez France     | Hard to Beat                   | Card King                      | Lady Berry         | 2'35"80       |
| 1972 | San San            | h.3           | Francia       | Bald Eagle        | Freddy Head           | Angel Penna            | Countess Batthyany                          | Rescousse        | Homeric                        | Regal Exception                | Card King          | 2'28"30       |
| 1971 | Mill Reef          | m.3           | Reino Unido   | Never Bend        | Geoff Lewis           | Ian Balding            | Paul Mellon                                 | Pistol Packer    | Cambrizzia                     | Caro                           | Hallez             | 2'28"30       |
| 1970 | Sassafras          | M.3           | Francia       | Sheshoon          | Yves Saint-Martin     | François Mathet        | Árpád Plesch                                | Nijinsky         | Miss Dan                       | Gyr                            | Blakeney           | 2'29"70       |
| 1969 | Levmoss            | m.4           | Irlanda       | Le Levanstell     | Bill Williamson       | Seamus McGrath         | Seamus McGrath                              | Park Top         | Grandier                       | Candy Cane                     | Prince Régent      | 2'29"00       |
| 1968 | Vaguely Noble      | m.3           | Francia       | Vienna            | Bill Williamson       | Étienne Pollet         | Wilma Franklyn & Écurie Nelson Bunker Hunt  | Sir Ivor         | Carmarthen                     | Roselière                      | La Lagune          | 2'35"20       |
| 1967 | Topyo              | m.3           | Francia       | Fine Top          | Bill Pyers            | Mick Bartholomew       | Suzy Volterra                               | Salvo            | Ribocco                        | Roi Dagobert                   | Heath Rose         | 2'38"20       |
| 1966 | Bon Mot            | m.3           | Francia       | Worden            | Freddy Head           | William Head           | Walter Burmann                              | Sigebert         | Lionel                         | A Tempo                        | Behistoun          | 2'39"80       |
| 1965 | Sea Bird           | m.3           | Francia       | Dan Cupid         | Pat Glennon           | Étienne Pollet         | Jean Ternynck                               | Reliance         | Diatome                        | Free Ride                      | Anilin             | 2'35"50       |
| 1964 | Prince Royal       | m.3           | Francia       | Ribot             | Roger Poincelet       | Georges Bridgland      | Rex Ellsworth                               | Santa Claus      | La Bamba                       | Timmy Lad                      | Belle Sicambre     | 2'35"50       |
| 1963 | Exbury             | m.4           | Francia       | Le Haar           | Jean Deforge          | Geoffroy Watson        | Guy de Rothschild                           | Le Mesnil        | Misti                          | Soltikoff                      | Sanctus            | 2'35"00       |
| 1962 | Soltikoff          | M.3           | Francia       | Prince Chevalier  | Marcel Depalmas       | René Pelat             | Simone del Duca                             | Monade           | Val de Loir                    | Snob                           | Match              | 2'30"90       |
| 1961 | Molvedo            | m.3           | Italia        | Ribot             | Enrico Camici         | Arturo Maggi           | Edigio Verga                                | Right Royal      | Misti                          | Hight Hat                      | Match              | 2'33"40       |
| 1960 | Puissant Chef      | m.3           | Francia       | Djefou            | Maxime Garcia         | Mick Bartholomew       | Henry Aubert                                | Hautain          | Point d'Amour III              | Esquimau                       | Santa Severa       | 2'44"00       |
| 1959 | Saint Crespin      | m.3           | Francia       | Auréole           | George Moore          | Alec Head              | Alí Khan                                    | Midnight Sun     | Le Loup Garou                  | Mi Carina                      | Primera            | 2'33"30       |
| 1958 | Ballymoss          | m.4           | Irlanda       | Mossborough       | Scobie Breasley       | Vincent O'Brien        | John McShain                                | Fric             | Cherasco                       | V.I.P.                         | Tanerko            | 2'37"90       |
| 1957 | Oroso              | m.4           | Francia       | Tifinar           | Serge Boullenger      | Daniel Lescalle        | Raoul Meyer                                 | Denisy           | Balbo                          | Prince Taj                     | Al Mabsoot         | 2'33"40       |
| 1956 | Ribot              | m.4           | Italia        | Tenerani          | Enrico Camici         | Ugo Penco              | Mario Incisa della Rocchetta                | Talgo            | Tanerko                        | Career Boy                     | Master Boing       | 2'34"70       |
| 1955 | Ribot              | M.3           | Italia        | Tenerani          | Enrico Camici         | Ugo Penco              | Mario Incisa della Rocchetta                | Beau Prince II   | Picounda                       | Kurun                          | Savoyard           | 2'35"60       |
| 1954 | Sica Boy           | m.3           | Francia       | Sunny Boy         | Rae Johnstone         | Pierre Pelat           | Mrs Jean Cochery                            | Banassa          | Filante                        | Norman                         | Cordova            | 2'36"30       |
| 1953 | La Sorellina       | h.3           | Francia       | Sayani            | Maurice Larraun       | Étienne Pollet         | Paul Dubosq                                 | Silnet           | Worden                         | Buisson d'Or                   | Northern Light     | 2'31"80       |
| 1952 | Nuccio             | m.4           | Francia       | Traghetto         | Roger Poincelet       | Alec Head              | S.A. Aga Khan III                           | La Mirambule     | Dynamiter                      | Silnet                         | Worden             | 2'39"80       |
| 1951 | Tantième           | m.4           | Francia       | Deux Pour Cent    | Jacques Doyasbère     | François Mathet        | François Dupré                              | Nuccio           | Le Tirol                       | Djelfa                         | Pan                | 2'32"80       |
| 1950 | Tantième           | m.3           | Francia       | Deux Pour Cent    | Jacques Doyasbère     | François Mathet        | François Dupré                              | Alizier          | L'Amiral                       | Scratch                        | Fort Napoléon      | 2'34"20       |
| 1949 | Coronation         | h.3           | Francia       | Djebel            | Roger Poincelet       | Charles Semblat        | Marcel Boussac                              | Double Rose      | Amour Drake                    | Rantzau                        | Médium             | 2'38"60       |
| 1948 | Migoli             | m.4           | Reino Unido   | Bois Roussel      | Charlie Smirke        | Frank Butters          | S.A. Aga Khan III                           | Nirgal           | Bey                            | Spooney                        | Turmoil            | 2'31"60       |
| 1947 | Le Paillon         | m.5           | Francia       | Fastnet           | Fernand Rochetti      | William Head           | Lucienne Aurosseau                          | Goyama           | Madelon                        | Fante                          | Tourment           | 2'33"40       |
| 1946 | Caracalla          | m.4           | Francia       | Tourbillon        | Charlie Elliott       | Charles Semblat        | Marcel Boussac                              | Prince Chevalier | Pirette                        | Ardan                          | Fine Lad           | 2'33"30       |
| 1945 | Nikellora          | h.3           | Francia       | Vatellor          | Rae Johnstone         | René Pelat             | Mrs Robert Patureau                         | Ardan            | Chanteur                       | Basileus                       | Samaritain         | 2'34"80       |
| 1944 | Ardan              | m.3           | Francia       | Pharis            | Jacques Doyasbère     | Charles Semblat        | Marcel Boussac                              | Un Gaillard      | Deux Pour Cent                 | Esmeralda                      | Samaritain         | 2'35"00       |
| 1943 | Verso II           | m.3           | Francia       | Pinceau           | Guy Duforez           | Charles Clout          | Comte Hubert de Chambure                    | Esmeralda        | Norseman                       | Cordon Rouge                   | Châteauroux        | 2'33"40       |
| 1942 | Djebel             | m.5           | Francia       | Tourbillon        | Jacques Doyasbère     | Charles Semblat        | Marcel Boussac                              | Tornado          | Breughel                       | Hern the Hunter                | Vigilance          | 2'37"90       |
| 1941 | Le Pacha           | m.3           | Francia       | Biribi            | Paul Francolon        | John Cunnington Sr.    | Philippe Gund                               | Nepenthe         | Djebel                         | Jock                           | Longthanh          | 2'36"20       |
| 1940 | no se disputó      | no se disputó | no se disputó | no se disputó     | no se disputó         | no se disputó          | no se disputó                               | no se disputó    | no se disputó                  | no se disputó                  | no se disputó      | no se disputó |
| 1939 | no se disputó      | no se disputó | no se disputó | no se disputó     | no se disputó         | no se disputó          | no se disputó                               | no se disputó    | no se disputó                  | no se disputó                  | no se disputó      | no se disputó |
| 1938 | Éclair au Chocolat | m.3           | Francia       | Bubbles           | Charles Bouillon      | Lucien Robert          | Édouard de Rothschild                       | Antonym          | Canot                          | Castel Fusano                  | Vatellor           | 2'39"80       |
| 1937 | Corrida            | h.5           | Francia       | Coronach          | Charlie Elliott       | John Watts             | Marcel Boussac                              | Tonnelle         | Mousson                        | En Fraude                      | Sturmvogel         | 2'33"90       |
| 1936 | Corrida            | h.4           | Francia       | Coronach          | Charlie Elliott       | John Watts             | Marcel Boussac                              | Cousine          | Fantastic                      | Blue Bear                      | Samos              | 2'38"60       |
| 1935 | Samos              | h.3           | Francia       | Brûleur           | Wally Sibbritt        | Frank Carter           | Evremond de Saint-Alary                     | Péniche          | Corrida                        | Brantôme                       | Admiral Drake      | 2'42"60       |
| 1934 | Brantôme           | m.3           | Francia       | Blandford         | Charles Bouillon      | Lucien Robert          | Édouard de Rothschild                       | Assuérus         | Félicitation                   | Silver Plated                  | Sa Parade          | 2'41"80       |
| 1933 | Crapom             | m.3           | Italia        | Cranach II        | Paolo Caprioli        | Federico Regoli        | Mario Crespi                                | Casterari        | Pantalon                       | Assuérus                       | Camping            | 2'41"60       |
| 1932 | Motrico            | m.7           | Francia       | Radamès           | Charles Semblat       | Maurice d'Okhuysen     | Max de Rivaud                               | Goyescas         | Macaroni                       | Le Bécau                       | Fénolo             | 2'44"60       |
| 1931 | Pearl Cap          | h.3           | Francia       | Le Capucin        | Charles Semblat       | Frank Carter           | Mlle Diana Esmond                           | Amfortas         | Prince Rose                    | Brûlette                       | Taxodium           | 2'38"80       |
| 1930 | Motrico            | m.5           | Francia       | Radamès           | Marcel Fruhinsholtz   | Maurice d'Okhuysen     | Max de Rivaud                               | Hotwood          | Filarete                       | Ortello                        | Commanderie        | 2'44"80       |
| 1929 | Ortello            | m.3           | Italia        | Teddy             | Paolo Caprioli        | Willy Carter           | Giuseppe de Montel                          | Kantar           | Finglas                        | Vatout                         | Ukrania            | 2'42"80       |
| 1928 | Kantar             | m.3           | Reino Unido   | Alcantara II      | Arthur Esling         | Richard Carver         | Ogden Mills                                 | Rialto           | Finglas                        | Motrico                        | Oleander           | 2'38"80       |
| 1927 | Mon Talisman       | m.3           | Francia       | Craig and Eran    | Charles Semblat       | Frank Carter           | Édouard Martínez de Hoz                     | Nino             | Felton                         | Fitérari                       | Flamant            | 2'32"80       |
| 1926 | Biribi             | m.3           | Francia       | Rabelais          | Domingo Torterolo     | Juan Torterolo         | Simon Guthman                               | Dorina           | Ptolemy                        | Masked Ruler                   | Priori             | 2'32"80       |
| 1925 | Priori             | m.3           | Francia       | Brûleur           | Marcel Allemand       | Percy Carter           | Gérard de Chavagnac                         | Cadum            | Tras Los Montes                | La Habanera                    | Masked Marvel      | 2'33"80       |
| 1924 | Massine            | m.4           | Francia       | Consols           | Albert Sharpe         | Elijah Cunnington      | Henry Ternynck                              | Isola Bella      | Cadum                          | Le Capucin                     | Uganda             | 2'40"80       |
| 1923 | Parth              | m.3           | Reino Unido   | Polymelus         | Frank O'Neill         | James Crawford         | A. Kingsley Macomber                        | Massine          | Filibert de Savoie             | Checkmate                      | Kefalin            | 2'38"20       |
| 1922 | Ksar               | m.4           | Francia       | Brûleur           | Frank Bullock         | Walter Walton          | Mme Edmond Blanc                            | Fléchois         | Relapse                        | Bahadur                        | Kefalin            | 2'38"80       |
| 1921 | Ksar               | m.3           | Francia       | Brûleur           | George Stern          | Walter Walton          | Mme Edmond Blanc                            | Fléchois         | Square Measure                 | Odol                           | Cid Campeador      | 2'34"80       |
| 1920 | Comrade            | m.3           | Francia       | Bachelor's Double | Frank Bullock         | Peter Gilpin           | Evremond de Saint-Alary                     | King's Cross     | Pieurs                         | Meddlesome Maid                | Embry              | 2'39"00       |